# Céu Azul
Céu Azul är en kommun i Brasilien.   Den ligger i delstaten Paraná, i den södra delen av landet, 1 200 km sydväst om huvudstaden Brasília. Antalet invånare är 11 032.
I omgivningarna runt Céu Azul växer i huvudsak städsegrön lövskog. Runt Céu Azul är det ganska glesbefolkat, med 34 invånare per kvadratkilometer.